# Beni Haoua
Beni Haoua (în arabă بنى حواء) este o comună din provincia Chlef, Algeria.
Populația comunei este de 20.853 de locuitori (2008).